# طيور (أسطورة)
الطيور (بالإنجليزية: Birds)‏ لقدرتها على الطيران، فقد كانت الطيور ترمز إلى الروح، وقدرتها على مفارقة البدن لحظة الوفاة، ولهذا فقد كان المصريون القدماء يصورن البا Ba (الروح) على هيئة طائر برأس موجود بشری. كما ارتبطت بعض الطير بآلهة معينة، مثلا، ارتبط الصقر بالإله حورس والإله رع وآلهة أخرى، كما ارتبط أبو منجل (أبو قردان) بالإله تحوت، والأوز بالإله جيب Geb والسنونو بالإلهة إيزيس. وعندما تنفصل الباء عن الجسد لحظة الوفاة تظل تحوم حول الجثة حتى تحميها من التحلل إلى أن تعود إلى البدن مرة أخرى.
وفي الديانة الهندوسية ترمز الطيور أيضا إلى الأرواح، أو أنها تحتوي على أرواح البشر. وفي الديانة اليهودية كان طائر الفردوس هو المخلوق الوحيد الذي امتنع عن الأكل من الشجرة المحرمة عندما أعطاها آدم لجميع الحيوانات لکي تاكل منها بعد أن أكل منها هو وحواء، ولهذا السبب لم يعرف الموت سبيله إلى هذا الطائر، بل كان يخلد إلى النوم كالفينيق، ثم تلتهمه نار مقدسة هو وعشه، حتى لا يبقى منه سوى بيضة يخرج منها طائر - بطريقة أقرب إلى المعجزة - جديد مكتمل النمو.
ويبدو أن أحد الدوافع الرئيسة للاهتمام بالطيور في جميع الديانات والأساطير اعتقاد الإنسان في ندرتها على الكلام، وفهم الإنسان لحديثها ففي الحكايات المسيحية أن القديسة «روزافاليما» كانت تغني للطيور، وأن الطيور كانت ترد عليها. وفي أساطير النرويج أن سيجورد Sigurd شرب من دم التنين فكان يستطيع بعد ذلك أن يفهم لغة الطير. وفي حكايات الأخوين جيم أن الحية البيضاء، أكل جانبا من صدر الملك استطاعت بعده أن تفهم لغة الطير وغيره من الحيوان.